# Tapéguia
Tapéguia  è una città e sottoprefettura della Costa d'Avorio appartenente al dipartimento di Issia. Conta una popolazione di 24 829 abitanti (censimento 2014).